# Italochrysa turneri
Italochrysa turneri is een insect uit de familie van de gaasvliegen (Chrysopidae), die tot de orde netvleugeligen (Neuroptera) behoort. 
Italochrysa turneri is voor het eerst wetenschappelijk beschreven door Kimmins in 1948.